# Catocala minuta
Catocala minuta är en fjärilsart som beskrevs av W.H. Edwards 1864. Catocala minuta ingår i släktet Catocala och familjen nattflyn. Inga underarter finns listade i Catalogue of Life.

## Bildgalleri

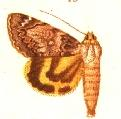
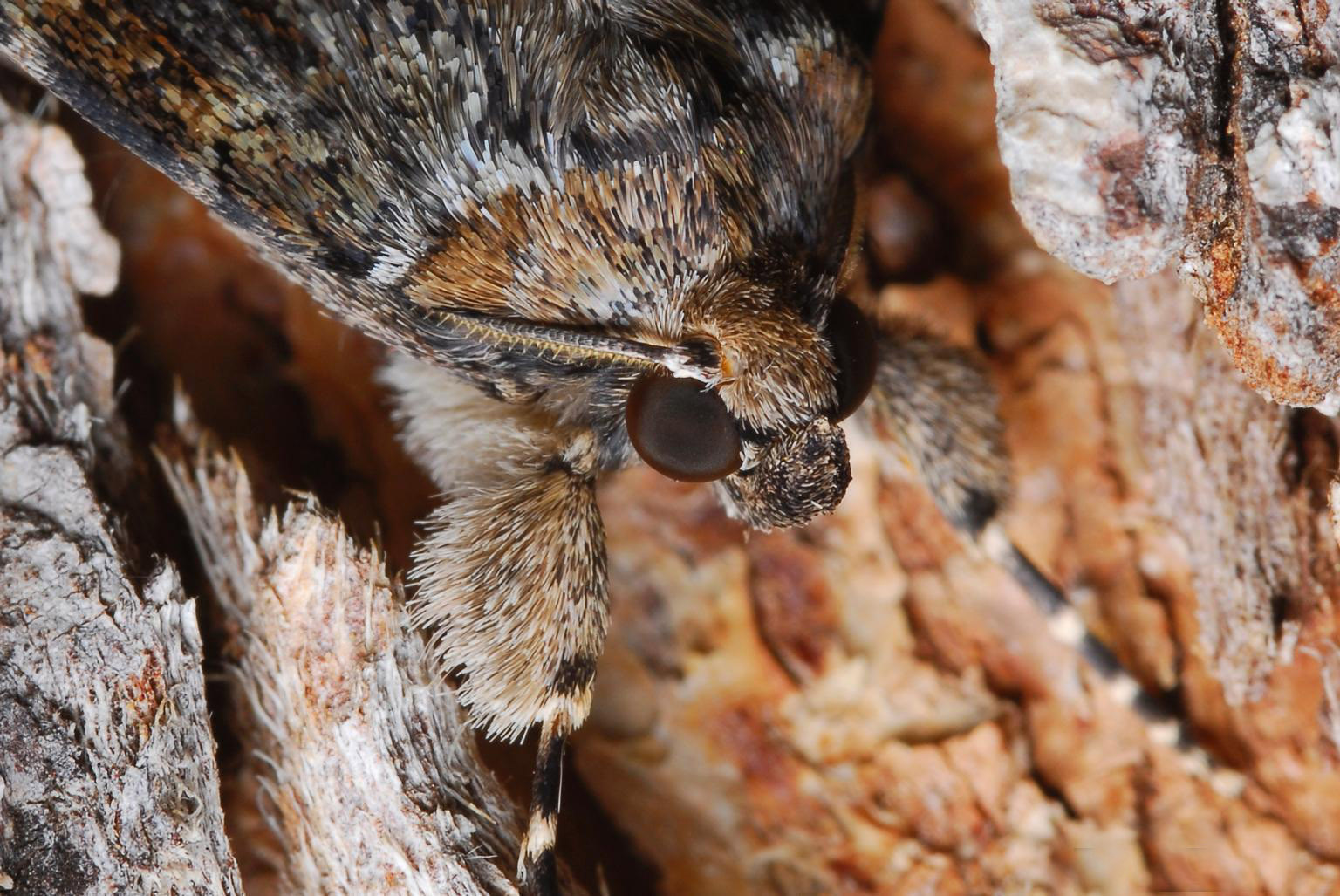
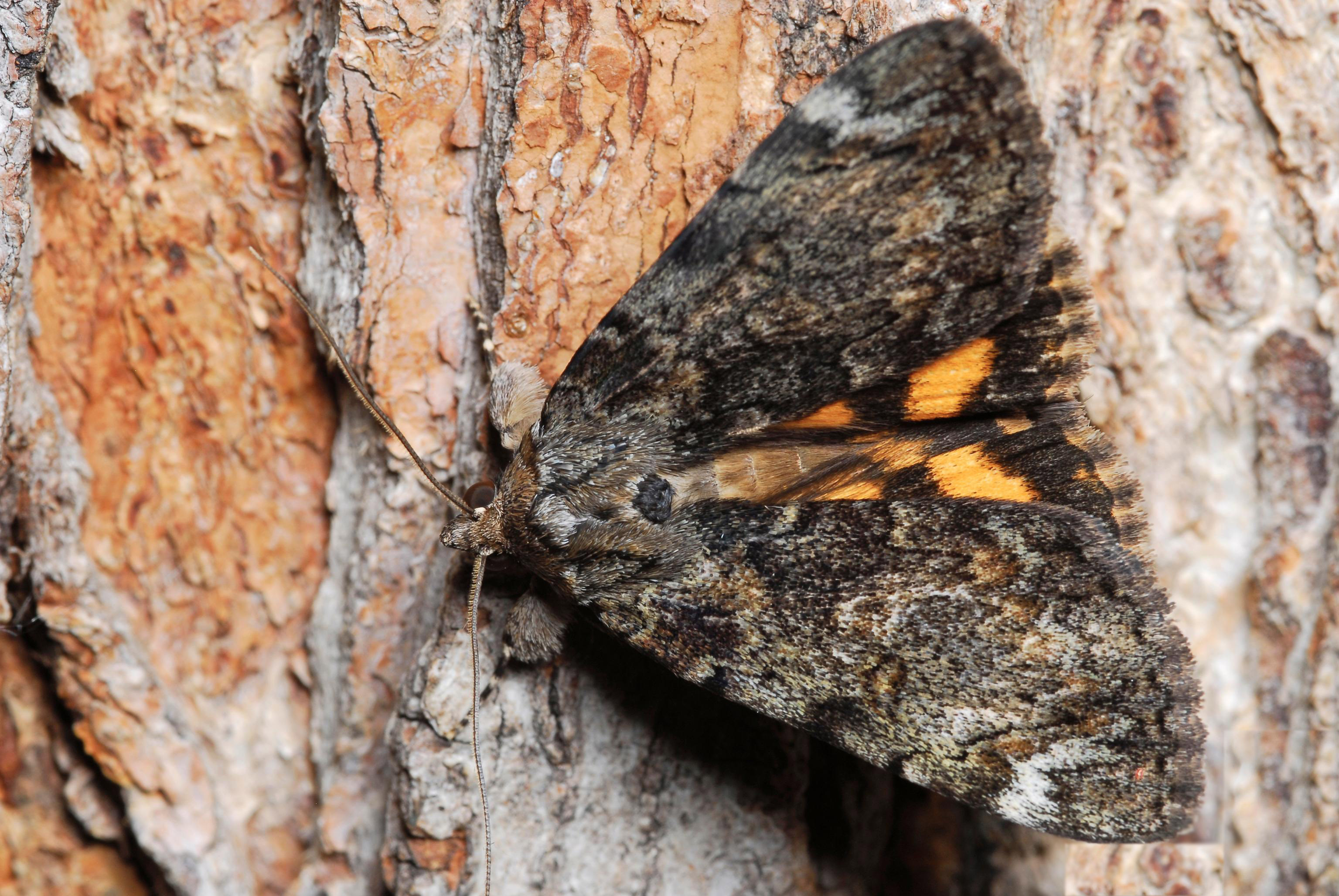